# Юлиана фон Салм-Грумбах
Юлиана фон Салм-Грумбах (на немски: Juliane von Salm-Grumbach; * 1616, вер. в Даун; † сл. 3 юли 1647) е вилд- и рейнграфиня Салм-Грумбах и чрез женитба пфалцграфиня и херцогиня на Пфалц-Цвайбрюкен-Биркенфелд.

## Живот
Дъщеря е на вилд- и рейнграф Йохан фон Салм-Грумбах (1582; † 19 януари 1630) и съпругата му графиня Анна Юлиана фон Мансфелд-Хинтерорт (* 1591; † ок. 1626), дъщеря на граф Ернст VI фон Мансфелд-Хинтерорт (1561 – 1609) и вилд и рейнграфиня Юлиана фон Кирбург-Пютлинген (1551 – 1607). Сестра е на Адолф фон Салм-Грумбах (* 1614; † 16 ноември 1668), женен от 1640 г. за Анна Юлиана фон Салм-Даун (1622 – 1669).
Юлиана се омъжва на 30 ноември 1641 г. в дворец Биркенфелд за пфалцграф и херцог Георг Вилхелм фон Пфалц-Биркенфелд (1591 – 1669), вдовец на графиня Доротея (1586 – 1625), най-възрастният син на пфалцгаф и херцог Карл I фон Пфалц-Цвайбрюкен-Биркенфелд (1560 – 1600) и съпругата му принцеса Доротея фон Брауншвайг-Люнебург (1570 – 1649). Тя е втората му съпруга.

Юлиана ражда едно дете на 14 февруари 1642 г., чийто баща не е Георг Вилхелм, а рейнграф Йохан Лудвиг фон Салм-Даун (* 1620; † 6 ноември 1673, Виена), брат на съпругата на брат ѝ Адолф, син на вилд- и рейнграф Волфганг Фридрих фон Салм-Даун (1589 – 1638) и графиня Елизабет фон Золмс-Браунфелс (1593 – 1637). На 18 ноември 1642 г. в Биркенфелд тя се развежда с Георг Вилхелм.
Юлиана сл. 3 юли 1647 г. и е погребана в църквата в Майзенхайм, окръг Кройцнах, Рейнланд-Пфалц. Георг Вилхелм се жени на 8 март 1649 г. трети път в замък Харбург за графиня Анна Елизабет фон Йотинген-Йотинген (1603 – 1673).